# Цолликофен

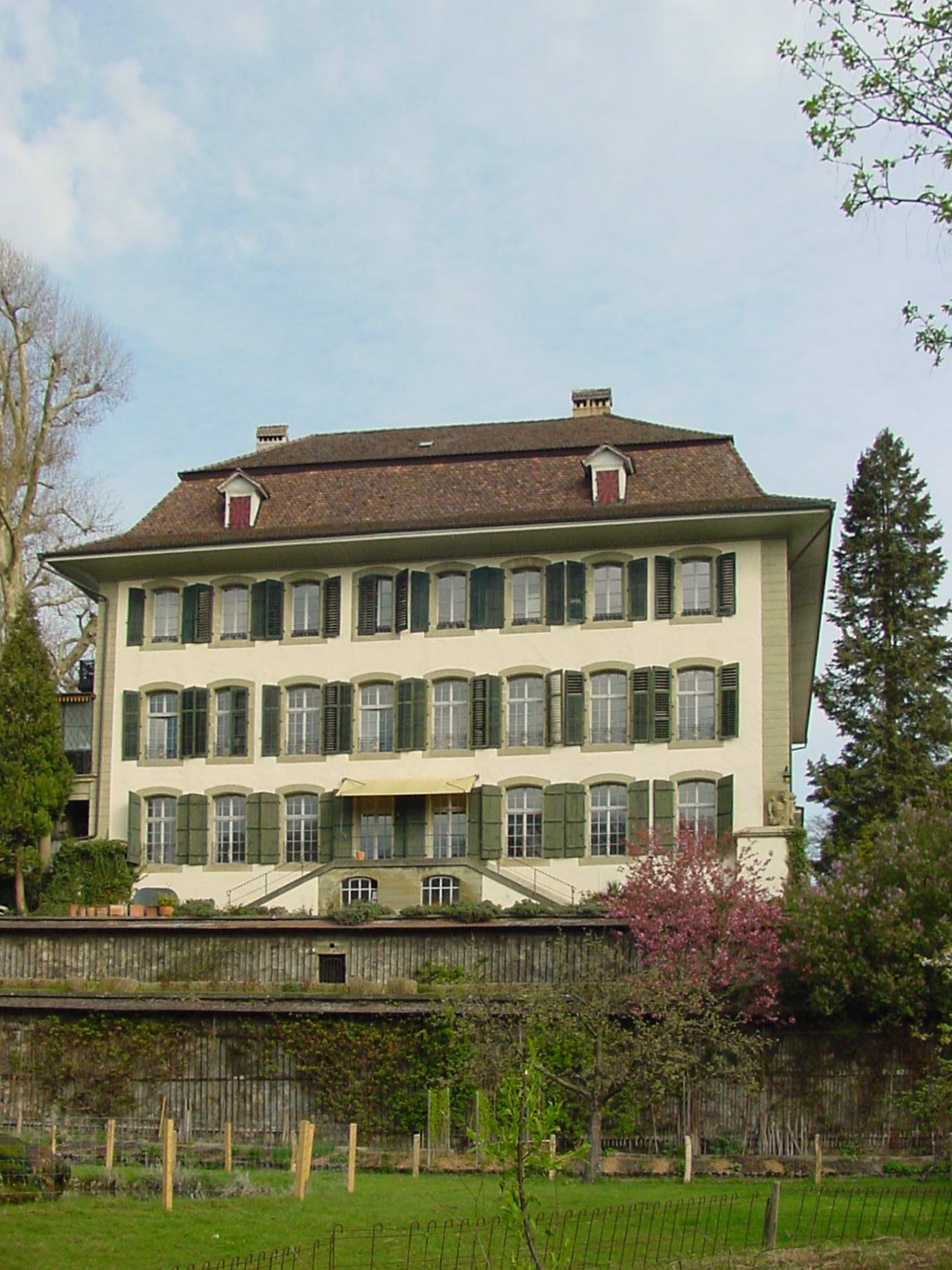
Замок

Цолликофен (нем. Zollikofen) — коммуна в Швейцарии, в кантоне Берн.
До 2009 года входила в состав округа Берн, с 2010 года входит в округ Берн-Миттельланд. Население составляет 10 471 человек (на 31 декабря 2019 года). Официальный код — 0361.